# O. C. Gundersen

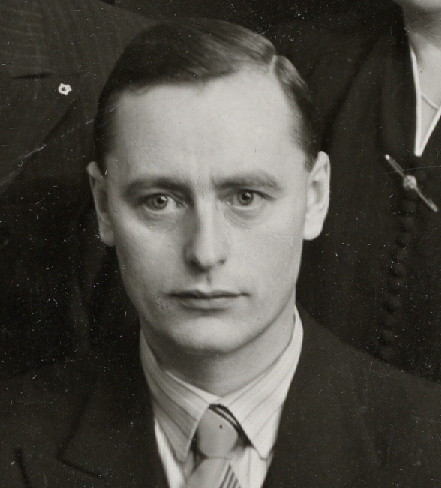
O. C. Gundersen (1940)

Oscar Christian Gundersen (* 17. März 1908 in Kristiania; † 21. Februar 1991 in Oslo) war ein norwegischer Jurist, Diplomat und Politiker der Arbeiderpartiet, der unter anderem von 1945 bis 1952 Justizminister in der Regierung Gerhardsen II und in der Regierung Torp war. Danach war er zwischen 1953 und 1958 Richter am Obersten Gerichtshof und im Anschluss von 1958 bis 1961 Botschafter in der Sowjetunion. Zwischen 1962 und 1963 fungierte er als Minister für Handel und Schifffahrt in der Regierung Gerhardsen III und bekleidete von 1963 bis 1965 in der Regierung Gerhardsen IV das Amt des Ministers für Justiz und Polizei. Er war von 1967 bis 1977 abermals Richter am Obersten Gerichtshof.

## Leben

### Rechtsanwalt, Kommunalbeamter und Zweiter Weltkrieg
Gundersen, Sohn von Hans Christian Gundersen und Hilda Gjeruldsen, begann nach dem Schulbesuch 1927 ein Studium der Rechtswissenschaften an der Universität Oslo und schloss sich 1928 der Arbeiterbewegung an. Nach Abschluss seines Studiums als Candidatus juris (Cand. jur.) wurde er 1931 Abteilungsleiter bei der kommunistischen Intellektuellenvereinigung Mot Dag in Trondheim, die die gleichnamige Zeitschrift herausgab. Kurz darauf nahm er daneben eine Tätigkeit als Rechtsanwalt auf und engagierte sich daneben im Studentenverband. Nach der Auflösung von Mot Dag 1936 wurde er Mitglied des Stadtrates von Trondheim, dem er bis 1938 angehörte. 1937 heiratete er die Hebamme Ragna Lange, eine Tochter von Generalkonsul Christian Blom Lorentzen und Ragna Storm. 1937 übernahm dort die Funktion als Büroleiter des Steueramtes und bereits 1939 das Amt eines Beigeordneten (Rådmann) von Trondheim, das er bis 1941 bekleidete. Nachdem der zur Arbeiderpartiet gehörende Bürgermeister von Trondheim Ivar Skjånes im Zuge der Besatzung Norwegens durch die deutsche Wehrmacht 1940 durch die Nasjonal Samling (NS) von Vidkun Quisling abgesetzt und als Bürgermeister durch Olav Bergan von der NS ersetzt worden war, gehörte er zu den drei Beigeordneten, die 1941 von ihren Ämtern zurücktraten.
Ein Jahr später flüchtete Gundersen 1942 nach Schweden, wo er bis 1943 bei der norwegischen Legation in Stockholm tätig war. Anschließend wurde er 1943 Leiter des Sozialversicherungsdienstes, der bei der von Johan Nygaardsvold geleiteten Exilregierung in London angesiedelt war. Diese Funktion bekleidete er bis zum Ende des Zweiten Weltkrieges 1945.

### Justizminister 1945 bis 1952
Nach der Bildung der ersten Alleinregierung der Arbeiderpartiet wurde Gundersen am 5. November 1945 von Ministerpräsident Einar Gerhardsen zum Justizminister (Justisminister) ernannt und bekleidete dieses Amt auch in der Regierung von Ministerpräsident Oscar Torp bis zu seinem Rücktritt am 16. Oktober 1952. In dieser Funktion befasste er sich anfangs maßgeblich mit den Regelungen zu den Verfahren wegen Landesverrat gegen Kollaborateure mit der deutschen Besatzungsmacht. Zum anderen beschäftigte er sich mit dem Wiederaufbau des Polizeilichen Sicherheitsdienstes POT (Politiets Overvåkningstjeneste). 
Unter dem Eindruck der Ausweitung der sowjetischen Interessen in Osteuropa in der Nachkriegszeit stieg die Angst vor einer zu starken Loyalität mit dem Kommunismus. Er bereitete daher eine Gesetzesinitiative vor, um im Falle eines Angriffs die innere Verteidigungsbereitschaft zu gewährleisten. Im Herbst 1950 kam es zur Beratung einiger Änderungen im Militärstrafgesetzbuch. Diese vorgeschlagene Notstandsgesetzgebung stieß jedoch auf starke Kritik bei der Opposition und weiten Kreisen der Bevölkerung. Der Entwurf sah unter anderem wesentliche Änderungen bei der Gerichtsbarkeit, die Einführung von Internierungslagern und eine Pressezensur vor, und wurde letztlich nicht verabschiedet. Ein vom Justizausschuss vorgeschlagener Entwurf wurde ebenfalls nicht verabschiedet. Letztlich wurde als Kompromiss vorgesehen, dass Regierung und das Storting im Falle einer Bedrohung die notwendigen Entscheidungen treffen werden. Als Justizminister war er seit 1951 auch für die Polizei zuständig. Dabei stieß auf Kritik, dass diese für den Schutz der inneren Sicherheit nicht ausgestattet sei.

### Richter, Botschafter und erneute Amtszeit als Minister
1953 wurde Gundersen erstmals Richter am Obersten Gerichtshof (Norges Høyesterett) und gehörte diesem zunächst bis 1958 an. Aufgrund seines Interesses für Außenpolitik war er zeitweilig auch Mitglied der Delegation in der Generalversammlung der Vereinten Nationen und fungierte 1955 als Vorsitzender eines Ausschusses, der sich mit der Änderung der Charta der Vereinten Nationen befasste. Während dieser Zeit war er von 1953 bis 1957 auch Mitglied des Strafrechtsrates sowie zwischen 1953 und 1958 Vorsitzender des Aufsichtsrates von Vinmonopolet, ein staatliches Unternehmen in Norwegen, das unter der Aufsicht des norwegischen Arbeits- und Sozialministeriums steht und das nationale Monopol für den Verkauf alkoholischer Getränke hat.
Im Anschluss wurde er 1958 Nachfolger von Erik Braadland als Botschafter in der Sowjetunion und bekleidete diesen diplomatischen Posten bis 1961. Daneben leitete er 1958 und 1960 die norwegische Delegation bei UN-Konferenzen zum Völkerrecht in Genf.
Am 13. Januar 1962 wurde Gundersen von Ministerpräsident Gerhardsen als Nachfolger von Arne Skaug zum Minister für Handel und Schifffahrt (Handels- og skipsfartsminister) in dessen dritte Regierung berufen, der er bis zum Ende von Gerhardsens Amtszeit am 28. Januar 1963 angehörte. Er war ein Verfechter der Vollmitgliedschaft Norwegens in den Europäischen Gemeinschaften (EG), wobei die Verhandlungen aber nicht weiter betrieben wurde, nach dem unter dem Druck Charles de Gaulles die Verhandlungen mit dem Vereinigten Königreich abgebrochen wurden. Nach dem Ende der bürgerlichen Minderheitsregierung von Ministerpräsident John Lyng übernahm er auch in der vierten Regierung Gerhardsen das Amt als Minister für Justiz und Polizei vom 25. September 1963 bis zum Ende von Gerhardsens diesmaliger Amtszeit am 12. Oktober 1965. 
Nach der Niederlage der Arbeiderpartiet bei der Wahl vom 13. September 1965 wurde Gundersen daraufhin zunächst Richter am Eidsivating Lagmannsrett, einem der sechs Berufungsgerichte Norwegens. Im Anschluss wurde er 1967 abermals Richter am Obersten Gerichtshof und gehörte diesem nunmehr bis 1977 an. Ferner war er von 1970 bis 1974 Vorsitzender der Kommission zur Reform der Staatssekretärsaufgaben sowie zwischen 1977 und 1980 auch Vorsitzender der Bankkommission.

## Veröffentlichungen
- Noen betraktninger omkring rettsoppgjøret med landssvikerne, 1949
- Beredskapslovgivningen, 1950
- Foredrag ved åpningen av fengselsvesenets forelesningsrekke, 1953
- Statssekretærordningen. Utredning om statssekretærordningen og ordningen med personlige sekretærer eller medarbeidere for statsrådene, 1974